# Magnetofon

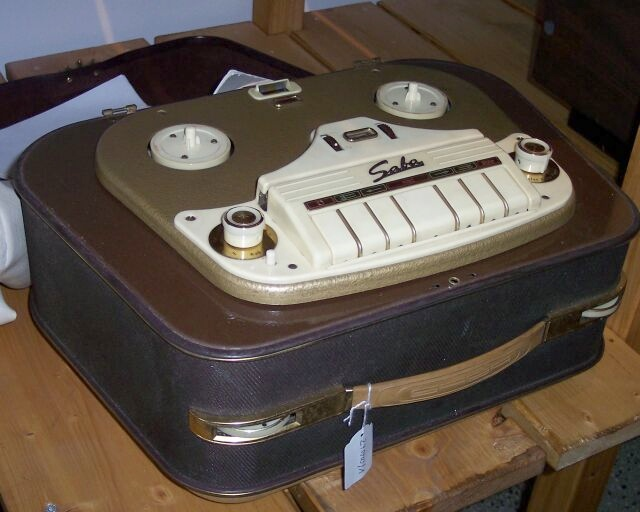
Magnetofon szpulowy z lat 60.

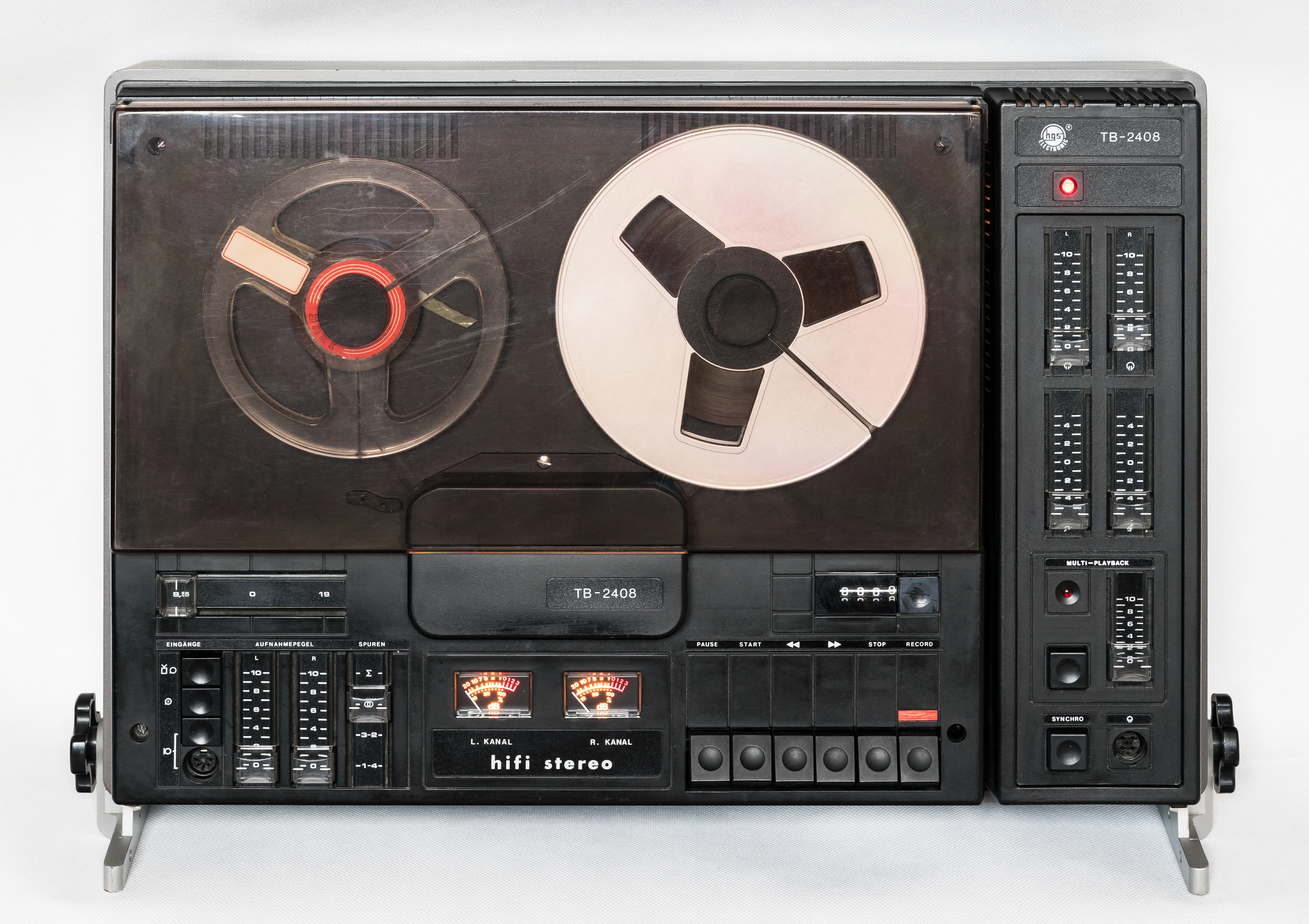
Magnetofon Aria M 2408 SD

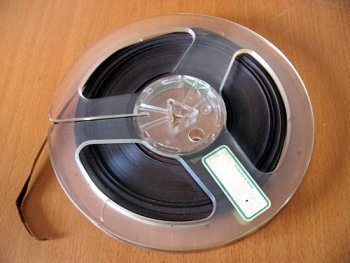
Taśma magnetofonowa na szpuli

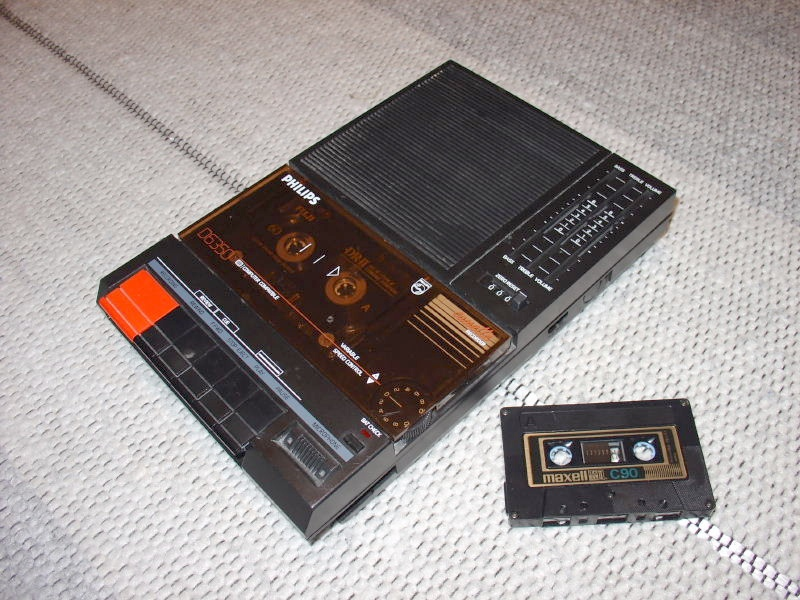
Magnetofon kasetowy z kasetą

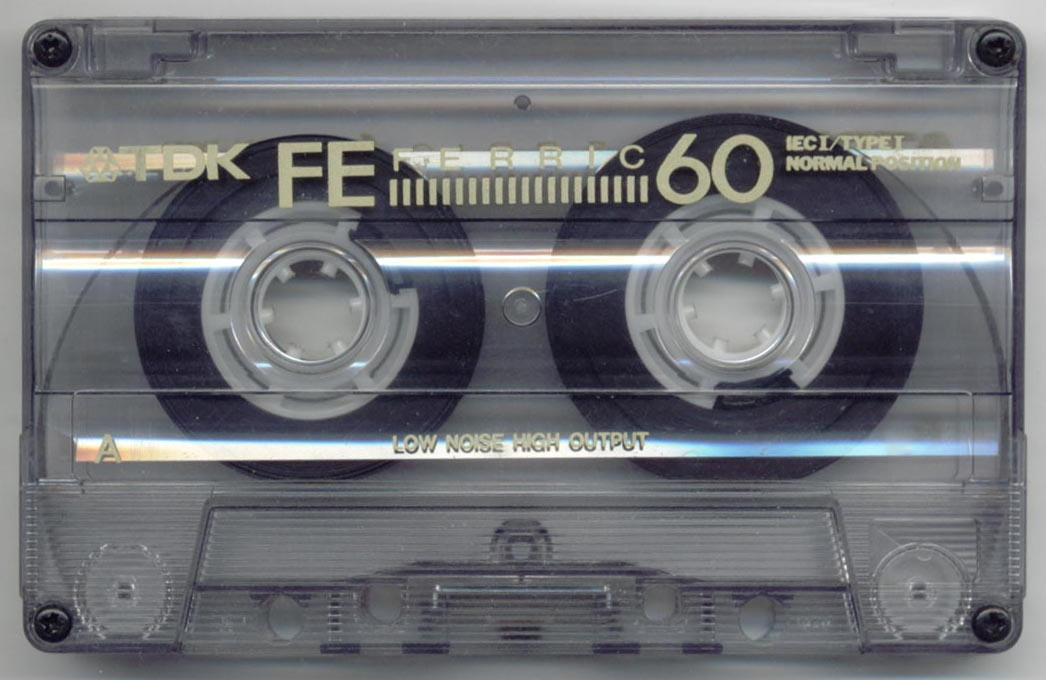
Kaseta magnetofonowa

Magnetofon – urządzenie do zapisywania i odtwarzania sygnału fonicznego na taśmie magnetycznej. Magnetofon dokonujący tylko zapisu to rejestrator, a tylko odczytu to odtwarzacz sygnału fonicznego.
Magnetofon typu Digital Audio Tape (DAT) to urządzenie do zapisu i odczytu sygnału fonicznego w postaci sygnału cyfrowego.

## Historia
Prekursorem współczesnego magnetofonu było urządzenie wykorzystujące jako nośnik stalowy drut. Konstruktorem pierwszego prototypu magnetofonu był duński inżynier Valdemar Poulsen (w 1898) – swoje urządzenie nazwał „telegrafonem”.
Pierwszym magnetofonem z cienką, stalową taśmą zamiast drutu był Blattnerphone skonstruowany w 1929 lub 1930 przez przedsiębiorstwo Ludwig Blattner Picture Corporation.
25 grudnia 1932 brytyjska rozgłośnia BBC po raz pierwszy nadała program nagrany na taśmie. Do odtworzenia użyto ogromnego magnetofonu z taśmą stalową Marconi-Stille, który aby odtworzyć dźwięki o wysokiej częstotliwości przesuwał taśmę z prędkością 90 m na minutę. Magnetofon musiał pracować w zamkniętym pomieszczeniu i obsługiwany był zdalnie ze względu na możliwość zerwania się ostrej jak brzytwa, bardzo szybko obracającej się taśmy.
W latach 20. austriacki inżynier Fritz Pfleumer eksperymentował z pokrywaniem drobinami żelaza różnych materiałów. W 1927 pokrył drobinami żelaza bardzo cienki papier i stworzył w ten sposób tanią taśmę magnetofonową, na którą w 1928 otrzymał patent. W 1932 odsprzedał patent niemieckiemu przedsiębiorstwu AEG, jednemu z czołowych w branży elektronicznej. Następnie AEG we współpracy z niemieckim koncernem chemicznym IG Farben skonstruowało pierwszy na świecie praktyczny magnetofon o nazwie Magnetophon K1, który został zademonstrowany w 1935 na Wystawie Radiotechnicznej w Berlinie (Internationale Funkausstellung Berlin). Jednak jakość nagrywanego dźwięku była bardzo niska, urządzenia nie nadawały się do odtwarzania muzyki. W 1939 niemiecki inżynier Walter Weber przekonstruował magnetofon, budując pierwszy magnetofon odtwarzający dźwięk w wysokiej jakości, czyli urządzenie, które używane jest do dziś. Poprawienie jakości dźwięku spowodowało gwałtowne upowszechnienie się magnetofonów w Niemczech, a od 1946 w USA, po zdobyciu Niemiec i wywiezieniu w 1945 dokumentacji i kilku magnetofonów.
Obecnie stosuje się najczęściej magnetofony wykorzystujące taśmę zamkniętą w kasecie typu Compact Cassette.
Pomimo spadku popularności magnetofony są dziś wciąż produkowane i użytkowane, zarówno w wersjach przenośnych (walkman), jak i do zestawów HiFi.

## Budowa

### Napęd
Napęd – układ mechaniczny zapewniający prowadzenie taśmy i zapewnienie odpowiedniej i równomiernej prędkości przesuwu nad głowicą; zwykle umożliwiają także szybkie przewijanie taśmy w przód i wstecz. Istnieje wielka różnorodność mechanizmów napędowych, najczęściej są układy kół (zębatych i ciernych), dźwigni, pasków klinowych lub płaskich, współpracujących z przełącznikami elektrycznymi; charakterystycznym elementem takiego układu jest pojedynczy silnik napędzający stosunkowo duże i ciężkie koło zamachowe, którego bezwładność zapewnia dostateczną równomierność obrotów. W nowocześniejszych mechanizmach istnieje tendencja do zastępowania jednosilnikowego układu mechanicznego wieloma silnikami realizującymi konkretne funkcje (napęd, dowijanie, przewijanie wstecz), a także elektroniczna stabilizacja prędkości przesuwu taśmy.

### Napęd taśmy
Napęd taśmy – najczęściej jest to metalowy wałek będący osią obrotu koła zamachowego, do którego taśma przyciskana jest sprężyną za pośrednictwem gumowej rolki. Mechanizm ten bywa nazywany mechanizmem kabestanu (ang. capstan mechanism).

### Mechanizm dowijania
Mechanizm dowijania – rolę tę spełnia sprzęgło cierne zamontowane przy napędzie szpuli odbierającej – siła sprzęgnięcia jest tak dobrana, że zapewnione jest nawijanie na szpulkę, ale nie jest zakłócona równomierność przesuwu taśmy; w droższych modelach cierne sprzęgło jest zastąpione sprzężeniem magnetycznym.

### Głowica robocza
Głowica robocza jest przetwornikiem magnetoelektrycznym. Składa się z obudowy wykonanej z nieferromagnetyka, by się nie magnesował sam z siebie i umieszczonej wewnątrz cewki, w której indukują się napięcia powstałe w wyniku przesuwu namagnesowanej taśmy, które są zamieniane na sygnał akustyczny w dalszej części przebiegu sygnału. Szczelinka głowicy jest rdzeniem cewki.

### Głowica kasująca
Głowica kasująca – może być magnesem stałym (wtedy dociskana jest do taśmy tylko podczas zapisu – tańsze rozwiązanie) lub mieć budowę podobną do głowicy uniwersalnej, stale dociskana do taśmy, lecz uaktywniana tylko podczas zapisu.

### Wzmacniacz
Wzmacniacz – przy zapisie służy do wzmacniania sygnału zapisywanego, podczas odtwarzania – do wzmacniania sygnału odczytanego z taśmy.

### Inne części
Innymi częściami są:
- generator prądu podkładu/kasowania – podczas nagrywania zsumowanie prądu podkładu z sygnałem zapisywanym znacząco polepsza jakość nagrania
- układ wykrywający zatrzymanie taśmy auto-stop – najczęściej jest to przełącznik zamontowany na wale jednej ze szpul, zwierany i rozwierany cyklicznie, wraz z układem elektronicznym wykrywającym brak zmian sygnału; wyłącza przesuw taśmy po jej całkowitym przewinięciu, zapobiega niepotrzebnemu zużyciu części ciernych
- układ antyszumowy – najczęściej Dolby B, DNL lub CNRS, zawsze jednak ogranicza dynamikę odtwarzanych dźwięków
- układ automatyki nagrywania (ALC, ARN) – dostosowuje poziom zapisu do poziomu sygnału zewnętrznego, zapobiega przesterowaniom
- mikrofon (wbudowany lub jako dodatkowe wyposażenie) – do nagrywania dźwięków z otoczenia

Istnieją mechanizmy kasetowe umożliwiające odtwarzanie lub nagrywanie taśmy w obydwu kierunkach bez jej wyjmowania. Posiadają zdwojony mechanizm napędu taśmy i obracaną głowicę odtwarzającą. Zazwyczaj występują w tandemie z klasycznym mechanizmem.